# All Dat
All Dat — сингл американских рэперов Moneybagg Yo и Megan Thee Stallion, вышедший 10 октября 2019 как ведущий сингл с третьего студийного альбома Moneybagg Yo Time Served. Это первый сингл Moneybagg Yo в качестве ведущего исполнителя, попавший в американский чарт Billboard Hot 100 и достигший 70-й позиции.

## Музыкальное видео
Видеоклип был выпущен 10 октября 2019, в день релиза песни. В нём показано, как Moneybagg Yo и Megan Thee Stallion чувствуют себя «близко» и «комфортно» в своём особняке на берегу океана.

## Участники записи
По данным Genius.
- Moneybagg Yo — основной исполнитель, автор песен
- Megan Thee Stallion — основной исполнитель, автор песен
- Джемайкл Бендон — автор песен
- Skywalker OG — инженер звукозаписи, ассистент миксинг-инженера
- Джейсен Джошуа — миксинг-инженер
- Колин Леонард — мастеринг-инженер
- Майк Зиберг — ассистент миксинг-инженера
- Джейкоб Ричардс — ассистент миксинг-инженера
- DJ Riggins — ассистент миксинг-инженера

## Чарты
| Чарт (2019)                            | Высшая позиция |
| -------------------------------------- | -------------- |
| США (Billboard Hot 100)                | 70             |
| США (Billboard Hot R&B/Hip-Hop Songs)  | 34             |
| США (Billboard Rap Digital Song Sales) | 8              |

## Сертификации
| Регион | Сертификация | Продажи   |
| --- | ------------ | --------- |
| США (RIAA) | Платиновый   | 1 000 000 |
| * Данные о продажах приведены только на основе сертификации. · ^ Данные о тиражах приведены только на основе сертификации. · Данные о продажах + прослушиваниях приведены только на основе сертификации. |              |           |